# Bisdom Valparaíso
Het bisdom Valparaíso (Latijn: Dioecesis Vallis Paradisi) is een rooms-katholiek bisdom met als zetel Valparaíso, in Chili. Het bisdom is suffragaan aan het aartsbisdom Santiago de Chile. 

## Geschiedenis
Op 2 november 1872 werd een kerkelijk gouvernement Valparaíso opgericht binnen het aartsbisdom Santiago de Chile, waardoor de mogelijkheid werd geopend om het te vestigen als een toekomstig bisdom, met een kerkelijke gouverneur (vicaris-generaal) met een bisschoppelijk karakter aan het hoofd. Het bisdom werd op 18 oktober 1925 opgericht, uit delen van het aartsbisdom Santiago de Chile. 

## Parochies
Het bisdom had in 2020 een oppervlakte van 4.736 km2 en telde 1.396.700 inwoners waarvan 74,0% rooms-katholiek was.

## Ordinarii

### Kerkelijke gouverneur
- Mariano Jaime Casanova Casanova (2 november 1872 - 1885)
- Salvador Donos Rodríguez ( 1885 - 8 augustus 1892)
- Manuel Tomás Mesa Albornoz (12 september 1892 - 1894)
- Ramón Ángel Jara Ruz (13 maart 1894 - 2 mei 1898)

### Bisschoppen
- Eduardo Gimpert Paut (10 maart 1906 - 29 augustus 1937)
- Rafael Lira Infante (17 maart 1938 - 26 september 1958)
- Raúl Silva Henríquez (24 oktober 1959 - 14 mei 1961; later kardinaal)
- Emilio Tagle Covarrubias (22 mei 1961 - 3 mei 1983; aartsbisschop op persoonlijke titel)
- Francisco de Borja Valenzuela Ríos (3 mei 1983 - 16 april 1993; aartsbisschop op persoonlijke titel)
  - Francisco Javier Prado Aránguiz (hulpbisschop: 28 april 1988 - 16 april 1993)
- Jorge Arturo Augustin Medina Estévez (16 april 1993 - 21 juni 1996; later kardinaal)
  - Juan de la Cruz Barros Madrid (hulpbisschop: 12 april 1995 - 21 november 2000)
- Francisco Javier Errázuriz Ossa (24 september 1996 - 24 april 1998; aartsbisschop op persoonlijke titel, later kardinaal)
- Gonzalo Duarte García de Cortázar (4 december 1998 - 11 juni 2018)
  - Santiago Jaime Silva Retamales (hulpbisschop: 16 februari 2002 - 7 juli 2015)
  - Pedro Mario Ossandón Buljevic (apostolisch administrator: 11 juni 2018 - 15 juli 2021)
- Jorge Patricio Vega Velasco (8 juni 2021 - heden)

Santiago de Chile (aartsbisdom) · Linares · Melipilla · Rancagua · San Bernardo · San Felipe · Talca · Valparaíso